# Constantin Bogdan
Constantin Bogdan (n. 29 decembrie 1993, Republica Moldova) este un fotbalist din Republica Moldova, care evoluează pe postul de fundaș. În prezent este liber de contract. Ultimele cluburi la care evoluat sunt Zimbru Chișinău și FC Enisei Krasnoiarsk (Rusia).

## Palmares
Zimbru Chișinău
- Cupa Moldovei (1): 2013–14
- Supercupa Moldovei (1): 2014